# 耸肩

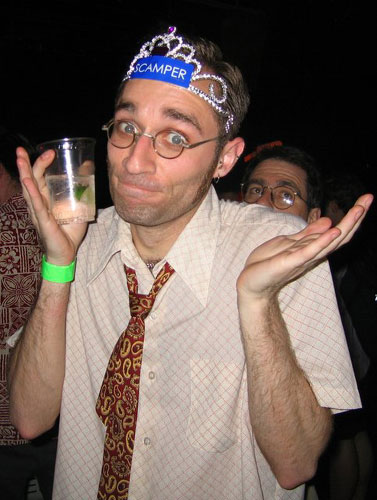
一种耸肩

耸肩是一种将两肩提起的肢体语言，表明动作人对一个问题的答案不清楚，或者是对答案的无所谓态度。有时也可以表达对问题的无视。有时候会将眼睛睁大或配以夸张的皱眉，或摊开双手。在西方世界中这一手势极为常用。